# آرشیو فیلم ایران
آرشیوِ فیلمِ ایران، با نامِ اوّلیهٔ «کانونِ فیلم»، کلوبی سینمایی بود که از سالِ ۱۳۳۷ در تهران پدید آمد. فرّخ غفّاری و حسنعلی منصور و زاون هاکوپیان پایه‌گذارانِ کانونِ فیلم بودند. کانون وابسته بود به وزارتِ فرهنگ و هنر. تا پایانِ ۱۳۵۳ بیش از پانصد جلسهٔ نمایش و نقدِ فیلم برگزار کرد.